# Tempest (novela)
Tempest es una novela original de Christopher Bulis de la arqueóloga ficticia Bernice Summerfield. Es parte de la serie New Adventures, derivada de la serie de televisión británica de ciencia ficción Doctor Who.

## Sinopsis
El Drell Imnulate es un poderoso objeto perdido en algún lugar del Polar Express, un poderoso tren que atraviesa el hostil mundo de 'Tempest'. Las facciones en el tren quieren Imnulate y están dispuestas a matar a personas inocentes para llegar a él. Depende de Bernice salvar el día.